# VOCALOID衍生角色
VOCALOID衍生角色，是指以VOCALOID的角色為原型，經粉絲們的手創作而成的角色。也有「創作VOCALOID」、「亞流」、「亞種」等別稱。

## 概要
以初音未來為中心，VOCALOID粉絲們開始自行設計名字、樣貌、服飾、性格等，創作出不同的角色。在各個衍生角色之中，最早出現的是小初音未來，第一次出現是於2007年9月上傳到NICONICO動畫的影片「試著讓VOCALOID2初音未來唱了「耶娃波尔卡」」，該影片大獲人氣，引起初音未來的熱潮，並對初音未來後來的發展造成很大的影響。截至2008年尾，VOCALOID衍生角色的數量已達400種以上，雖然後來熱潮退卻，但已成為VOCALOID文化中重要的一環。
在得到粉絲的支持及CRYPTON FUTURE MEDIA官方的同意之下，小初音未來等角色也開始商品化，出現漫畫及遊戲等。商品化前也需先跟該衍生角色的創作者商討。於2009年發售的遊戲「初音未來 - 名伶計畫-」、角色人形「小黏土人 VOCALOID#01」中，都含有衍生角色「小初音未來」、「亞北音留」、「弱音Haku」、「咲音芽衣子」等，與官方VOCALOID角色一同登場。2010年，「初音未來 -歌姬計劃-」的追加下載內容中含有「個這個」，「初音未來 -歌姬計劃- 2nd」中含有「章魚流歌」。
順帶一提，哪些角色屬衍生角色並無明確的標準。2010年發售的雜誌書中，則以「人氣衍生角色」為題，介紹於人氣動畫作品登場的，穿著異於官方服飾的各種VOCALOID。此外，也有經粉絲或其他企業的計劃作出調整的角色，例如以應援角色身份於2010年札幌雪祭登場的初音未來雪像，後來出現了以其作原型設計的「雪未來」，以及以初音未來痛車出賽的賽車隊「GOODSMILE RACING」的應援角色「Racing未來」展開各種商業發展。

## 角色
粉絲創作的衍生角色不少推出商品，以下幾個為較著名的作品。
- 漫畫「小初音未來的日常」中的角色，以各個VOCALOID角色為原型，詳細參考小初音未來的日常#登場人物。
- 影片「護法少女Sowaka醬」中的角色，以初音未來為原型，詳細參考護法少女Sowaka醬（日语：護法少女ソワカちゃん）。
- 「惡之系列」中的角色，以各個VOCALOID角色為原型，詳細參考惡之系列#登場人物。
- 漫畫「ちびミクさん（日语：ちびミクさん）」中的角色，以各個VOCALOID角色為原型，詳細參考ちびミクさん#登場人物（日语：ちびミクさん#登場人物）。
- 小説「櫻之雨」中的角色，以各個VOCALOID角色為原型，詳細參考櫻之雨#登場人物（日语：桜ノ雨#登場人物）。
- 小説及漫畫「囚人與紙飛行機」中的角色，以各個VOCALOID角色為原型，詳細參考囚人與紙飛行機#登場人物（日语：囚人と紙飛行機#主な登場人物）。

### 初音未來衍生角色
小初音未來／蔥音未來
「小初音未來（Hachune Miku）」取自初音未來（Hatsune Miku）的諧音，由 pocopoco.cc （页面存档备份，存于）（蛋）創作的初音未來二次創作三頭身SD角色，特徵是拿着一根葱，點子來自Flash動畫《Loituma Girl》，聲稱是因腦內Maker的結果而命名。最初用在Ievan Polkka上。在2007年10月上旬開始被CRYPTON公認，並開始人物模型化等商談。其後在11月16日於PlayStation 3免費小遊戲每日玩伴的情報單元《Toro Station》中登場，並且自稱為「CRYPTON公認的SD角色」（另有KEI所創作的官方SD角色）。收錄於公認Fanbook中，月刊Comp Ace 2008年2月號改編成四格漫畫，也曾在另一公認漫畫《廠商非正式 初音Mix》中登場。2008年3月發售人物模型。在8月更以大型飾物出現於阿佐谷的七夕祭典，其後再在「Chara Hobby 2008」展示。
亞北音留／亞北Neru
亚北音留诞生于初音未来画像消失事件，2007年10月，2ch出現了许多反駁初音未來畫像消失事件陰謀論的言论，阴谋论者则反唇相讥攻击这些反阴谋论者是受幕后黑手指示来洗版的工作人员，作者スミス・ヒオカ以此为灵感于2007年11月1日將亞北音留發佈于2ch上并意外地收到了好評。17歲、身高150 cm、體重38 kg、東北出身、左單馬尾，支持VOCALOID卻無法給予對方立場上的應援的傲嬌角色，喜歡鏡音連，此外，为了声援阴谋论，スミス还将亚北音留的幕后势力设计为了「電痛」、「T豚S」、「ググルカス」，以此来讽刺被阴谋论攻击的电通、TBS、谷歌，原本初音未來右臂刻上「01」的地方變為「DEN2」，也是在諷刺同音的電通廣告公司（实际上阴谋论不太可能成立，用于讽刺的设定之后被スミス删除，「DEN2」虽然被保留了下来，但是也被スミス解释为了其他意思）。亞北音留的名字和反陰謀論言論中的代表話語「厭了，睡覺去了」同音，另外，如同未來會拿著蔥，亞北音留則是持有行動電話，這麼設計的理由是因為作者聽說之後2ch住民對洗板人員進行IP來源追蹤時發現，發文者有一定比例是用手機上網的用戶，除此之外，因為擁有複數手機，也較容易同時大量寫入或者在討論板上進行自導自演的行為。雖然最開始因為是「もう飽きたから寝る」这句话的拟人化而被当作諷刺工具使用（將當時的「もう飽きたから寝る」等反击阴谋论的言论统稱為「亞北ネル」）導致其本身的许多人設被忽視而留下了“仇视VOCALOID”等印象，但現在隨著人設被人們充分重視起來，其形象已有所改變，已有眾多創作者將亞北音留設定成積極且正面的形象。使用的手機型號通常是NTT docomo D905i，因為此型號的手機有黃色版本，及基於元設計者個人興趣的WILLCOM的Advanced/W-ZERO3[es]。曾在漫畫「廠商非正式 初音Mix（メーカー非公式 初音みっくす）」的第五及六話出場，也會在PSP遊戲軟件《初音未來 -Project DIVA-（初音ミク -Project DIVA-）》中以初音未來的追加衣裝形式登場。
弱音Haku
「VOYAKILOID 角色抱怨系列 00」弱音Haku是重現因初音未來熱潮而購買但完全沒有音樂製作才能的人群心靈的角色，性格設定為悲觀、負面，嫉妬有才能的人。後來的形象跟亞北一樣有了改變，變成除了唱歌以外會眾多才能，充滿母性光輝的角色，在某些以MMD製作的動畫中會擔任初音等Vocaloid角色伴奏的位置。角色意外地受NICONICO動畫等用戶的歡迎。曾在漫畫「廠商非正式 初音Mix（メーカー非公式 初音みっくす）」的第六話和第十五話出場，也會在PSP遊戲軟件《初音未來 -Project DIVA-（初音ミク -Project DIVA-）》中以初音未來的追加衣裝形式登場。
阿久女Iku
「MADLOID 角色H聲系列 01」阿久女Iku是由StudioS （页面存档备份，存于）製作的同人十八禁軟件，和VOCALOID的語音合成不同，是共700種以「喘氣聲」為中心的音聲組合，聲優是計名沙耶香。身高145cm，體重是秘密。
官方英文名為「Acme Iku」。名字中的發音跟「性高潮」相同，而則為「要去了」。
鋼音未來
由飯時的畫作繪畫的龐克風角色。
Shiteyanyo
初音未來的雙馬尾變成兩條腿站著，只有頭部與腿部的角色，中文界一般暱稱為「腿音」或「髮足初音」。首次出現於繪師於pixiv發布的畫作，非常受歡迎，後取名為的角色，更推出了T恤等各種商品。
Mikudayoo
Mikudayoo為世嘉推出的任天堂3DS遊戲「初音未来与未来之星 未来计划」的宣傳角色。
骸音鈣
由繪師Deino設計而來的機械型原創角色「シーエ」。
其他的還有 「重音Teto」 、「初音ミクオ」初音彡ク的性轉換、漫畫家小夏鈍帆創作的男扮女裝男性角色等大量角色。

### 鏡音鈴衍生角色
鈴的幼蟲
只有鏡音鈴的頭部及腿部的角色。原為もっさん的畫作。後來於「初音未來 Project DIVA Arcade」作為商品登場。

### 巡音流歌衍生角色
章魚流歌
巡音流歌的頭髮變成章魚的觸手，只有頭部的角色。
個這個
トラボルタ於2009年2月17日上傳到NICONICO動畫的「【巡音ルカ】 トエト 【オリジナル曲】」衍生出來的角色。

### MEIKO衍生角色
咲音芽衣子
MEIKO的衍生角色，為16歲時以偶像身份剛出道的MEIKO。

### KAITO衍生角色
KAIKOKAITO的衍生角色，性別轉換
AKAITOKAITO的亞種衍生角色，同人設定應援物為辣椒
TAITOKAITO的衍生角色，代表物為繃帶
ZEITOKAITO的亞種衍生角色,代表物為黑色溜溜球
KageitoKAITO的亞種衍生角色，是KAITO的影子
NIGAITOKAITO的衍生角色，喜歡喝茶
KIKAITOKAITO的派生角色，貌似喜歡咖哩
BAKAITOKAITO的衍生角色，白目到令人頭痛

### VY2衍生角色
66
VY2形象化的角色。

### GUMI衍生角色
GUMIYA
　　GUMI的性別轉換角色，日本地區使用的名稱。
GUMO
　　GUMI的性別轉換角色，英語系地區使用的名稱。
Mimi
　　GUMI的衍生角色，是youtube網友KingdomxCoconut的原創角色，設定上為GUMI的妹妹，可以唱比GUMI還高的音調，相關歌曲調聲是使用Megpoid低GEN下的幼女音。
GUMA
　　「VOYAKILOID」系列的衍生角色，失敗版本的GUMI，基本設定要素繼承了弱音的風格，性格悲觀、沒自信，歌聲像MEIKO。
櫻GUMI
　　起源自「櫻系列」的亞種衍生角色，具有櫻花意象的原創衣裝或設計皆是。
瓶GUMI
　　GUMI與瓶MIKU的亞種衍生角色，除了頭髮是水構成之外，沒有固定的詳細設定。

### 神威がくぽ衍生角色
Gakuko
　　神威がくぽ的衍伸角色，性別轉換。

## 註腳

### 出處
1. 1 2 3  UG-K. . . 第40巻第15号12月臨時増刊号. 青土社. 2008: 229–233頁. ISBN 978-4791701872 （日语）.
2. ↑  
コンプエース (角川書店): 132 （日语）. 缺少或|title=为空 (帮助)
3. ↑  伊藤剛. . . 第40巻第15号12月臨時増刊号. 青土社. 2008: 171–178頁. ISBN 978-4791701872 （日语）.
4. ↑  有村悠. . . 第40巻第15号12月臨時増刊号. 青土社. 2008: 210–228頁. ISBN 978-4791701872 （日语）.
5. 1 2  . 講談社. 2008: 初音ミク スペシャルファンブック25頁. ISBN 978-4-06-358260-4 （日语）.
6. ↑  岡田有花. . ITmedia News (ITmedia). 2008-03-27  [2009-07-03]. （原始内容存档于2021-11-19） （日语）.
7. ↑  小林聖. . ASCII.jp (ASCII Media Works). 2011-10-24  [2011-10-27]. （原始内容存档于2019-07-14） （日语）.
8. ↑  岡田有花. . ITmedia News (ITmedia). 2008-03-27  [2009-07-03]. （原始内容存档于2021-11-19） （日语）.
9. ↑  本多らな. . ヤマハミュージックメディア. 2009: 154頁. ISBN 978-4-636-84684-3 （日语）.
10. ↑  . 札幌経済新聞. 2010-02-02  [2010-03-25]. （原始内容存档于2019-12-12） （日语）.
11. ↑  末岡大祐. . ASCII.jp (ASCII Media Works). 2010-02-02  [2010-03-25]. （原始内容存档于2021-08-22） （日语）.
12. ↑  . 講談社. 2008: 初音ミク スペシャルファンブック34頁. ISBN 978-4-06-358260-4 （日语）.
13. ↑  . MouRa. 2007-11-07  [2007-11-16]. （原始内容存档于2007-06-26） （日语）.
14. ↑  . Otomania. 2007-09-17  [2007-11-16]. （原始内容存档于2022-03-28） （日语）.
15. ↑  .   [2015-03-25]. （原始内容存档于2008-12-16）.
16. ↑  . MEDIA PHAGE. 2007-10-06  [2007-11-25]. （原始内容存档于2007-11-16） （日语）.
17. ↑  《Toro Station（日语：トロ・ステーション）》第373回
18. ↑  .   [2015-03-25]. （原始内容存档于2014-02-08）.
19. ↑  .   [2015-03-25]. （原始内容存档于2009-02-01）.
20. ↑  月刊Comp Ace 2008年1月號，2007年11月26日發售
21. ↑   [阿佐谷七夕祭典中出現初音未來！]. livedoor. 2008-08-13  [2008-08-18]. （原始内容存档于2021-04-19） （日语）.
22. ↑   [Chara Hobby 2008 出現巨大的…]. PIAPRO. 2008-08-29  [2008-08-31]. （原始内容存档于2012-07-14） （日语）.
23. ↑   [Chara Hobby 2008 痛車搬入]. STGT痛車隊伍廣告部. 2008-08-29  [2008-08-31]. （原始内容存档于2017-03-03） （日语）.
24. 1 2 3  Smith, Hioka. . 続・防火ロイド「亞北ネル」. 2007-12-13  [2023-06-09]. （原始内容存档于2023-06-09） （日语）.
25. ↑  . はてなブログ タグ.   [2023-06-09]. （原始内容存档于2023-06-09）.
26. ↑  . CNET Japan. 2007-11-11  [2007-11-17]. （原始内容存档于2020-11-27） （日语）.
27. 1 2  .   [2015-03-25]. （原始内容存档于2021-04-10）.
28. ↑  . MouRa. 2007-11-11  [2007-11-16]. （原始内容存档于2007-12-13） （日语）.
29. ↑  . CNET Japan. 2007-11-25  [2008-01-04] （日语）.[永久]
30. ↑  . Trebian. 2008-01-04  [2008-01-04]. （原始内容存档于2019-12-09） （日语）.
31. ↑  . ASCII Media Works. 2010: 54 – 55. ISBN 978-4048681735 （日语）.
32. ↑  . ゲームラボ（日语：ゲームラボ） (三才ブックス). 2010-11, 183: 120頁 （日语）.
33. ↑  . Yamaha Music Media Corporation（日语：ヤマハミュージックメディア）. 2011: 52. ISBN 978-4-636-86584-4 （日语）.
34. ↑  . ITmedia. 2012-11-06  [2012-11-07]. （原始内容存档于2021-05-17） （日语）.
35. ↑  . はてなブックマークニュース. 2012-11-06  [2012-11-07]. （原始内容存档于2013-07-24） （日语）.
36. ↑  . union creative. 2013-10-21  [2013-10-23]. （原始内容存档于2013-10-24） （日语）.
37. ↑  . 小夏鈍帆. 2007-11-04  [2015-03-25]. （原始内容存档于2022-03-28） （日语）.
38. ↑  . 週刊ディーヴァ・ステーション (世嘉). 2011-01-21  [2011-05-08]. （原始内容存档于2012-11-14） （日语）.
39. ↑  . ITmedia News (ITmedia). 2009-02-09  [2009-07-03]. （原始内容存档于2021-03-03） （日语）.
40. ↑  . ソフトバンククリエイティブ. 2010: 86. ISBN 978-4797356601 （日语）.

## 外部連結
- CRYPTON FUTURE MEDIA

初音
- Otomania.net （页面存档备份，存于） - Otomania（日语：Otomania）
- ぽこぽこ - Tamago（日语：たまご）

亞北音留
- 防火LOID「亞北音留」 - スミス･ヒオカ

弱音Haku
- CAFE-LOG （页面存档备份，存于） - CAFFEIN

章魚流歌
- SANPATI家 （页面存档备份，存于） - 三月八日

個這個
- トラボル亭 toraboru-tei （页面存档备份，存于） - トラボルタ（日语：トラボルタ）

咲音芽衣子
- SURPRISE PARTY （页面存档备份，存于） - 斜め上P
- daigomanのblog （页面存档备份，存于） - daigoman